# بوينغ إكس-40

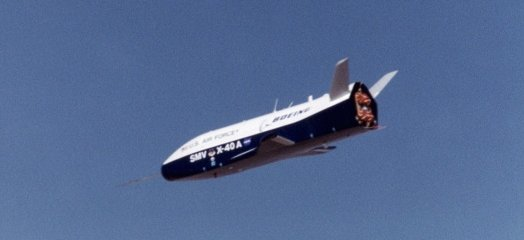
الاسم: بوينغ إكس-40 ايه
الغرض: طائرة اختبار
المنشأ الأصلي: الولايات المتحدة الأمريكية
المُصنع: بوينغ فانتوم وركس
رحلة الطيران الأولى: 11 أغسطس 1998، أُسقطت بواسطة المروحية يو اتش-60 بلاك هاوك
الحالة: تم التوقف عن استخدامها مايو 2001
المستخدمين الأساسيين: معمل بحوث القوات الجوية الأمريكية وناسا
الأعداد المصنعة منها: 1

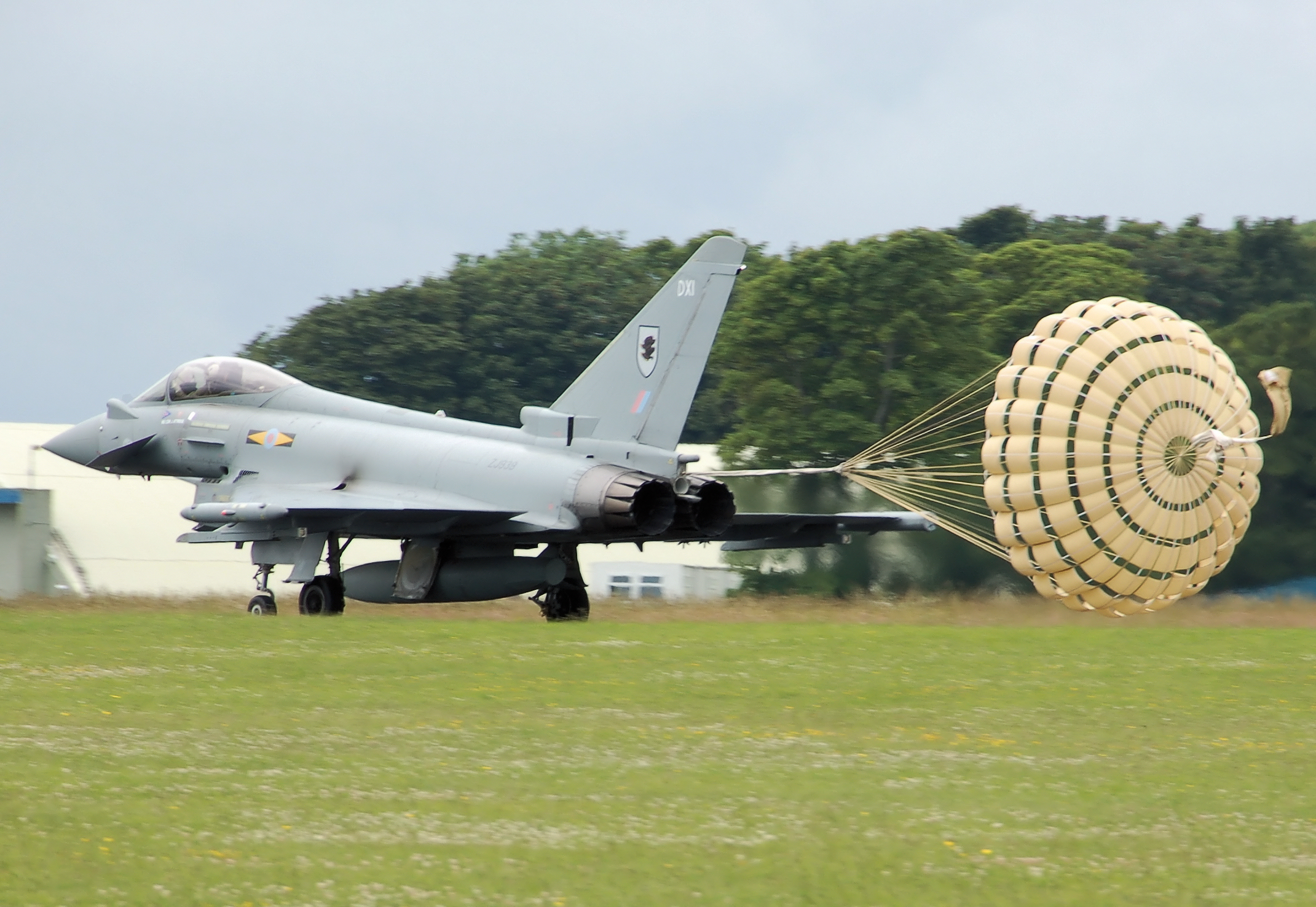
استخدام طائرة لمظلة هبوط كمكابج إضافية بعد الهبوط

بوينغ إكس-40 ايه هي مركبة مناورة فضائية كانت منصة اختبار للمركبة الفضائية إكس-37 القابلة لإعادة الاستخدام (قيامها برحلات متكررة للفضاء).

## التاريخ
بُنيت المركبة إكس-40ذاتية الطيران (بلا طيار) بمقياس 85% من أجل اختبار الملاحة والخصائص الديناميكية الهوائية لمشروع مركبة المستقبل إكس-37 القابلة لإعادة الإطلاق.
بعد أول اختبار سقوط (اختبار يتم لنماذج الطائرات والمركبات الفضائية برفعها لارتفاع معين ومن ثم تركها تسقط لاختبار خصائصها)  في آب /أغسطس 1998، نُقلت المركبةلناسا لتقوم بتعديلها.
و بين الرابع من أبريل والتاسع عشر من مايو عام 2001، أجرت المركبة سبعة رحلات بنجاح. كما نجحت في إثبات قدرات الانزلاق الهوائي (سقوط الطائرة رأسيا لمسافة معينة مع كل قدر معين من المسافة الأفقية التي تتحركها، وذلك عند إغلاق المحركات)للمركبة إكس-37 ذات الهيكل الضخم والمصممة بأجنحة قصيرة، كما أثبتت صلاحية نظام الإرشاد المقترح.

## اختبار الطائرة
أُجري أول اختبار في قاعدة هولومان الجوية في نيوميكسيكو، في 11 أغسطس 1998 في تمام الساعة 06:59. وكان هذا مشروع مشترك بين شركة بوينغ والقوات الجوية الأمريكية عُرف باسم مركبة المناورة الفضائية.
تم إطلاق الطائرة من ارتفاع يبلغ 9200 قدم (2800 متر) وحوالي 2.5 ميل (4 كم) بعيدا عن مدرج الإقلاع 04، بواسطة المروحية يو اتش -60 بلاك هاوك
(استخدمت المروحية سي اتش-47 في الاختبارات اللاحقة).
هبطت الطائرة إلي المدرج بطريقة أشبه بهبوط مركبة فضائية في منتصف الممر، تم إطلاق مظلة تقليل السرعة الخاصة بالطائرة،  لتتبع الطائرة لمسافة سبعة أقدام من مركز المدرج، لتتوقف الطائرة بعد قطعها أكثر من 7000 قدم (2100 متر).

## المواصفات
- طاقم الطائرة: لا يوجد
- الطول: 6.5 متر (21 قدم)
- الإرتفاع: 2.3 متر (7.5 قدم)
- وزنها فارغة: 1100 كغم (2500 رطل)
- الحمولة: 540 كغم (1200 رطل)

## الأداء
السرعة القصوى: 480 كم/ساعة (300 ميل/ساعة)

## الكترونيات الطيران
هوني ويل 12 قناة نظام جي بي اس/أي ان اس المتكامل (بالإنجليزية: Honeywell 12-channel Space Integrated GPS/INS (SIGI) system)‏

## وصلات خارجية
- NASA Dryden X-40A Image Gallery نسخة محفوظة 21 نوفمبر 2013 على موقع واي باك مشين.
- X-40A Test Flight, Boeing press release
- X-40 Space Maneuver Vehicle Integrated Tech Testbed at FAS.org
- X-40 Space Maneuver Vehicle (SMV) at GlobalSecurity.org
- Boeing X-37 / X-40 page at Designation-Systems.Net